# Carcellia orientalis
Carcellia orientalis là một loài ruồi trong họ Tachinidae.